# Notophyson clio
Notophyson clio är en fjärilsart som beskrevs av Jacob Hübner 1819. Notophyson clio ingår i släktet Notophyson och familjen björnspinnare. Inga underarter finns listade i Catalogue of Life.